# Курорт Озеро
Куро́рт О́зеро (рос. Курорт Озеро) — селище у складі Щучанського району Курганської області, Росія. Входить до складу Чистівської сільської ради.
Населення — 468 осіб (2010, 630 у 2002).
Національний склад станом на 2002 рік: росіяни — 72 %.
Колишня назва селища - присілок Тихоновка.